# Konflikt izraelsko-palestyński (2014)
Po serii wydarzeń w 2014 roku nastąpiła eskalacja konfliktu izraelsko-palestyńskiego. Wydarzenia te obejmują załamanie rozmów izraelsko-palestyńskich wspieranych przez Stany Zjednoczone, porwanie i zabójstwo trzech izraelskich nastolatków, następnie porwanie i zabójstwo palestyńskiego nastolatka Muhammada Abu wybudowanie przez Hamas podziemnych tuneli biegnących przez terytorium Izraela oraz nasilenie ataków rakietowych na Izrael przez bojowników Hamasu w odpowiedzi na atak izraelskich wojsk na bojowników Hamasu w Zachodnim Brzegu. 8 lipca 2014 r. Siły Obronne Izraela (IDF) na obszarze Strefy Gazy rozpoczęły operację „Ochronny Brzeg” (hebr. ‏מִבְצָע צוּק אֵיתָן‎, arab. ‏العملية حافة واقية‎).
Po porwaniu i morderstwie trzech izraelskich nastolatków w połowie czerwca 2014 roku izraelska armia rozpoczęła operację „Brother’s Keeper” w celu ich odszukania. W czasie operacji, w ciągu kolejnych 11 dni izraelskie wojsko zabiło ok. 5-10 Palestyńczyków oraz aresztowało ok. 350–600 Palestyńczyków, w tym prawie wszystkich liderów Hamasu na Zachodnim Brzegu.
W nocy z 6 na 7 lipca w izraelskim ataku zginęło siedmiu bojowników Hamasu. W odpowiedzi na atak bojownicy Hamasu nasilili ataki rakietowe na Izrael. 7 lipca bojownicy Hamasu wystrzelili ok. 100 rakiet ze Strefy Gazy na terytorium Izraela, natomiast Siły Powietrzne Izraela zbombardowały cele na obszarze Strefy Gazy. Rano 8 lipca Siły Powietrzne Izraela zbombardowały ok. 50 celów w Strefie Gazy. Izraelskie wojsko udaremniło również atak bojowników Hamasu z morza. Tego samego dnia Hamas poinformował, że „wszyscy Izraelczycy są celami” oraz wezwał Izrael do zaprzestania wszelkich ataków na Gazę, zwolnienia aresztowanych Palestyńczyków z Zachodniego Brzegu, zniesienia blokady Strefy Gazy oraz powrót do warunków zawieszenia broni z 2012 r.
W dniu 13 lipca izraelskie wojsko poinformowało, że miało miejsce ponad 1300 izraelskich ataków, podczas gdy ze Strefy Gazy w kierunku Izraela zostało wystrzelonych ponad 800 pocisków. 14 lipca Egipt zaproponował rozejm między Izraelem a Hamasem. Izraelski rząd zadeklarował akceptację dla wniosku i zaprzestał ataków do rana 15 lipca, jednakże palestyńskie ugrupowania ogłosiły, że nie konsultowano z nimi propozycji Egiptu, natomiast dowiedziały się o rzekomej propozycji za pośrednictwem mediów, w tym prezydenta Autonomii Palestyńskiej Mahmuda Abbasa. Hamas, podobnie jak inne palestyńskie ugrupowania, odrzucił propozycję rozejmu „w obecnej formie”.
Operacja Pierścień Ochronny to najkrwawsza operacja wojskowa przeprowadzona w Strefie Gazy od czasu operacji Płynny Ołów. Według Ministerstwa Zdrowia Strefy Gazy dotychczas zginęło co najmniej 1390 Palestyńczyków, a 7677 zostało rannych. Wśród zabitych jest 315 dzieci, 166 kobiet i 50 osób w podeszłym wieku. Biuro Narodów Zjednoczonych ds. Koordynacji Pomocy Humanitarnej (OCHA) oszacowało, że wśród zabitych jest 852 cywilów, z czego 384 to kobiety i dzieci. Rzecznik OCHA wyjaśnił, że w Gazie „nie ma dosłownie żadnego bezpiecznego miejsca dla ludności cywilnej”. Oprócz tego zginęło 63 izraelskich żołnierzy(1 podpułkownik, 3 majorów i 6 kapitanów), dwóch izraelskich cywilów oraz tajski robotnik. Siły Obronne Izraela oskarżyły Hamas o używanie cywilów jako „żywe tarcze” po znalezieniu rakiet Hamasu w szkole prowadzonej przez ONZ w Gazie; oskarżenia te zostały odrzucone przez Hamas. Obecnie operacja przeprowadzana jest przez izraelskie wojsko na 56% obszaru Strefy Gazy.
Według szacunków Biura Narodów Zjednoczonych ds. Koordynacji Pomocy Humanitarnej z 31 lipca 2014 r. ponad 250 tys. Palestyńczyków mieszkających na terenie Strefy Gazy zostało wysiedlonych, z czego 236375 schroniło się w 88 szkołach prowadzonych przez ONZ (ponad 11% ludności Strefy Gazy). Szkoły te ograniczają przyjmowanie kolejnych Palestyńczyków, ponieważ grozi to wybuchem epidemii. Około 1,8 mln osób jest narażonych na zmniejszenie lub zatrzymanie dostaw wody. W czasie operacji uszkodzonych zostało 136 szkół, 24 szpitale; zniszczono domy 9395 rodzin, natomiast uszkodzone, ale nadające się do ponownego zamieszkania zostały domy 4735 rodzin. Mieszkańcy Strefy Gazy otrzymują dostawy energii elektrycznej tylko przez 3 godziny dziennie. Zniszczenie jedynej funkcjonującej w Strefie Gazy elektrowni ma bardzo negatywny wpływ na panującą tam sytuację – są duże problemy m.in. z prowadzeniem pomocy humanitarnej, usług sanitarnych, dostawami wody oraz zasilaniem szpitali, które są uzależnione od dostaw energii elektrycznej. Ponad 250 tys. wewnętrznych uchodźców potrzebuje pomocy żywnościowej.

## Tło

### Naruszenia rozejmu

#### Wycofanie się Izraela ze Strefy Gazy w 2005 roku

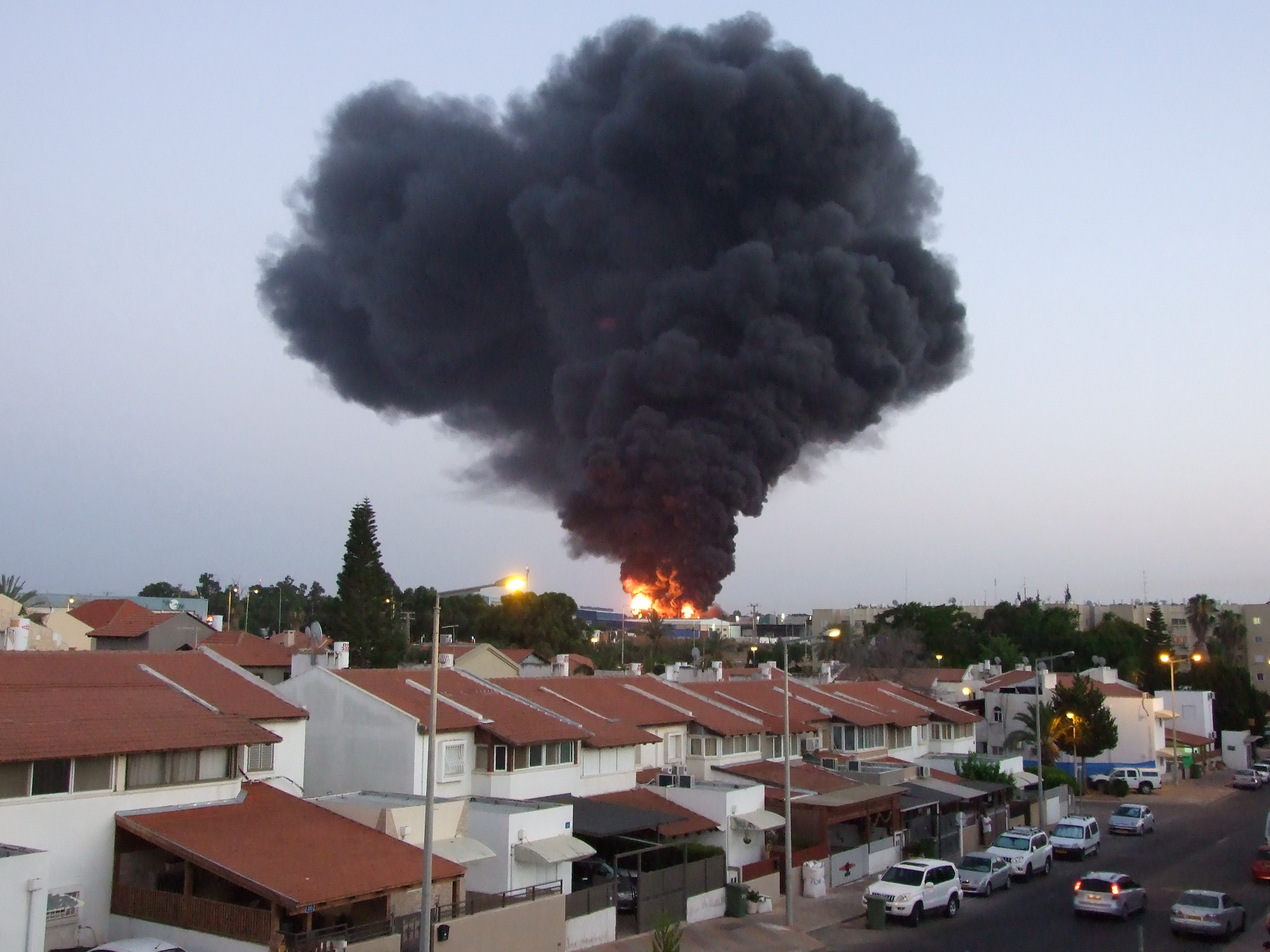
Wybuch fabryki po nalocie rakietowym w Sederot (28 czerwca 2014)

Zdaniem dziennika The Guardian, korzenie konfliktu izraelsko-palestyńskiego sięgają 2005 roku, kiedy prowadzono plan wycofania się Izraela ze Strefy Gazy stworzony przez Ariela Szarona, który, jak twierdzi Guardian, był jednym z elementów izraelsko-palestyńskiego procesu pokojowego. Jednakże Izrael zachował kontrolę nad granicami Strefy Gazy, wodami przybrzeżnymi oraz przemieszczaniem się mieszkańców, co spowodowało jej blokadę oraz wzmocnienie przeciwników Organizacji Wyzwolenia Palestyny, w tym Hamasu, który wygrał Wybory parlamentarne w Autonomii Palestyńskiej w 2006 roku, w efekcie wybuchł konflikt między Hamasem a Al-Fatah, mający miejsce w Strefie Gazy w 2007 r.

#### 2011 (Pierwszy etap rozmów Hamas – Al-Fatah)
Konflikt między Hamasem a Al-Fatahem został załagodzony pod wpływem trwającej w 2011 r. arabskiej wiosny, czego skutkiem były trwające przez trzy miesiące rozmowy, przyspieszone ze względu na demonstracje trwające w Ramallah i Gazie. W marcu 2011 r. Mahmud Abbas, jeden z czołowych przywódców Al-Fatah, zadeklarował swoją chęć do podróży do Gazy, gdzie podpisane zostanie porozumienie pomiędzy obiema stronami. Dzień później rakieta wystrzelona przez Siły Powietrzne Izraela zabiła dwóch działaczy Hamasu. W wywiadzie dla CNN Binjamin Netanjahu oświadczył, że rozmowy porozumieniowe wzywają do zniszczenia Izraela i jest przeciwny idei jedności rządu.

#### 2012
Izrael i Hamas oskarżają siebie nawzajem o naruszenie zawieszenia broni z listopada 2012 roku. Według dziennikarza Bena White’a, w ciągu pierwszych trzech miesięcy po zakończeniu operacji Filar Obrony, w kierunku Izraela wystrzelone zostały dwa pociski moździerzowe, podczas gdy siły izraelskie zastrzeliły 4 mieszkańców Gazy, a 91 osób zostało rannych. White napisał również, że Izraelczycy strzelali w kierunku Gazy 63 razy, dokonali 13 wejść na jej teren oraz 30 razy zaatakowali tutejszą flotę rybacką.
Według dziennika Middle East Monitor, w ciągu trwającego przez rok rozejmu, Izrael naruszył zawieszenie broni prawie 120 razy.